# Dallas Tornado
I Dallas Tornado furono un club calcistico statunitense attivo a Dallas dal 1967 al 1981. Dopo l'esordio nel campionato USA, il club entrò nel 1968 a far parte della neonata NASL, della quale fu una delle franchigie più longeve. Durante gli anni la squadra cambiò spesso stadio: Cotton Bowl (1967-1968), P.C. Cobb Stadium (1969), Franklin Field (1970-1971), Texas Stadium (1972-1975, 1980-1981) e Ownby Stadium nel campus della Southern Methodist University (1976-1979).

## Storia
La franchigia dei Dallas Tornado fece il suo esordio nell'USA - United Soccer Association, uno dei due campionati professionistici antecedenti alla NASL. Il campionato USA (riconosciuto da USSF e FIFA come torneo di prima divisione nazionale) era formato da squadre straniere chiamate a giocare nelle città statunitensi a nome dei club locali. Il club che giocò sotto il nome di Dallas Tornado furono gli scozzesi del Dundee Utd. La stagione successiva, con la nascita della NASL, i due proprietari del club Lamar Hunt e Bill McNutt affidarono la ricostruzione della squadra al macedone-canadese Bob Kap: Kap guidò il club texano in un tour mondiale organizzato da egli stesso tra la fine del 1967 e l'inizio del 1968: Mike Renshaw, che fu giocatore ed allenatore dei Tornado, scoprì qualche anno dopo che Kap aveva inviato alla dirigenza texana falsi resoconti delle partite, nascondendone le sconfitte.
La stagione effettiva fu pessima, caratterizzata da due sole vittorie, quattro pareggi e ben ventisei sconfitte.
L'anno seguente la NASL si trovò in gravi problemi a causa del contemporaneo abbandono di dieci club. I Tornado furono uno dei pochi club a sopravvivere e a giocare il campionato del 1969 ridotto a sole 5 squadre. Il torneo fu diviso in due metà, la cui prima consistette in un girone d'andata e ritorno nel quale le squadre vennero rappresentate da una compagine britannica. Anche in quell'occasione la squadra fu rappresentata dal Dundee United, mentre la seconda parte della stagione vide la squadra americana arrivare terza anche se ben distante dalla coppia di testa.
Il 1970 fu un'altra stagione mediocre, ma fece da preludio al primo e unico titolo NASL vinto nel 1971 in finale contro gli Atlanta Chiefs che li avevano preceduti nel girone di qualificazione. Nei tre anni seguenti la squadra visse il suo periodo d'oro, arrivando due volte in semifinale e una in finale e vincendo due titoli di divisione. Gli altri due titoli di divisione arrivarono nel 1977 e nel 1980 e coincisero col periodo di maggior affluenza di pubblico. Nel 1981 al termine di una delle peggiori stagioni della sua storia come risultati, e con il numero di spettatori in costante diminuzione, la squadra si ritirò dalla scena per difficoltà economiche.
Il presidente Lamar Hunt comunque non abbandonò definitivamente il calcio, e fu uno dei fondatori della Major League.

## Allenatori
- Jerry Kerr 1967
- Bob Kap 1967-1968
- Keith Spurgeon 1968
- Ron Newman 1969-1975
- Al Miller 1976-1980
- Mike Renshaw 1981
- Peter Short 1981

## Palmarès
- Campionati nordamericani (NASL): 1 (1971).
  - Divisioni vinte: 4 (Southern Division 1973, 1977; Central Division 1974, 1980).
- Matricola dell'anno: 1973 Kyle Rote, Jr., 1976 Steve Pecher
- Prime scelte per il team All Stars:
- 1969 Kirk Apostolidis, John Best, Ilija Mitić
- 1970 John Best
- 1971 John Best, Dick Hall, Mirko Stojanović
- 1972 John Best, Ken Cooper
- 1973 John Best, Ken Cooper, Ilija Mitić
- 1974 Dick Hall, Albert Jackson, Ilija Mitić